# Peter Green
Peter Green, egentligen Peter Allen Greenbaum, född 29 oktober 1946 i Bethnal Green i London, död 25 juli 2020 på Canvey Island i Essex, var en brittisk blues- och rock-gitarrist, låtskrivare och sångare. Han slog igenom under 1960-talet som gitarrist i John Mayall's Bluesbreakers och grundade musikgruppen Fleetwood Mac.
B.B. King har kallat Green "the only man to ever make me sweat". Greens gitarrspel var inte lika snabbt eller frasrikt som det hos de andra kända Bluesbreakers-gitarristerna Eric Clapton och Mick Taylor, utan utmärktes istället av ett eget unikt gitarrsound kombinerat med en sparsmakad, känslosam spelstil. Green ses av många som en av de största vita bluesgitarristerna, trots att han på grund av psykisk ohälsa varit borta från musikscenen under långa perioder. Hans mest kända kompositioner är Albatros och Black Magic Woman.

## Biografi

### Uppväxt och tidig karriär
Peter Greenbaum, som föddes i ett fattigt område i East End, växte upp under knappa förhållanden. Peter var det yngsta barnet i familjen, med tre äldre syskon. Hans far var skräddare och då modern insjuknat i reumatisk feber flyttade familjen till Putney 1956. Det var omkring denna tid som Peter fick sin första gitarr.
Från femton års ålder började han att medverka i olika amatörband, i vilka han spelade elbas. I februari 1966 kom han att spela sologitarr i klaviaturspelaren Peter Bardens band, Peter B's Looners, där Mick Fleetwood spelade trummor. Han hade vid denna tid även förkortat sitt efternamn till Green.

### Genombrottet med the Bluesbreakers
Peter Green hade fått möjlighet att tillfälligt ersätta Eric Clapton i gruppen John Mayall & the Bluesbreakers under tre konserter. När Clapton i juli 1966 lämnade Bluesbreakers blev Green stadigvarande medlem i bandet. Då Clapton redan skaffat sig ett gott anseende var Green pressad att fylla tomrummet efter Clapton. Skeptiska fans kom dock snabbt att uppskatta hans känslosamma melankoliska gitarrstil, som var inspirerad av B.B. King och Freddie King. Green åstadkom ett unikt gitarrljud med markerad diskant på en 1959 Gibson Les Paul Standard. Orsaken till detta unika ljud var att magneten i gitarrens halspickup monterades uppochned i samband med en reparation vilket resulterade i att pickuperna hamnade ur fas med varandra när både hals- och stallpickup användes samtidigt. Detta kombinerade han ofta med lång efterklang och genomträngande vibrato.
Han spelade in några singlar med Mayalls Bluesbreakers och albumet A Hard Road 1967, på vilket han även gjorde sin debut som sångare. Det mest kännetecknande bidraget av Greens gitarrspel på detta album är hans instrumentala låt "The Supernatural".

### Grundandet av Fleetwood Mac
Green lämnade Bluesbreakers i juni 1967 efter att bara ha spelat på ett album, precis som Clapton hade gjort. Efter inte alltför stor övertalning från Bluesbreakers manager Clifford Davies och producenten Mike Vernon kom Green snart att sätta ihop ett eget bluesband. Namnet på Greens nya band kom slutligen att bli Fleetwood Mac, där namnet kom från bandets rytmsektion bestående av Mick Fleetwood på trummor och John McVie på bas. Dessa två musiker, som även spelat med Mayalls Bluesbreakers, hade tidigare tillsammans med Green spelat in en låt med namnet "Fleetwood Mac" när Mayall gett Green en timmes fri tid i musikstudion på dennes födelsedag. Under den första tiden spelade dock Bob Brunning bas i bandet då John McVie fortfarande föredrog att stanna kvar hos Bluebreakers. Gitarristen Jeremy Spencer som var skicklig på att spela slidegitarr i Elmore James stil blev även medlem i gruppen. De framförde sin första konsert under namnet Peter Green's Fleetwood Mac featuring Jeremy Spencer. Under konserterna fick Spencer stå i förgrunden.
Bandets första LP gavs ut under namnet Peter Green's Fleetwood Mac i februari 1968, nu med John McVie som basist i gruppen. Albumet låg på försäljningslistan under mer än ett år i England, med en högsta placering på fjärde plats. Skivan innehöll både bluesklassiker och en del nytt material, på samma sätt som Bluesbreakers album. Green som aldrig trivts med att stå i rampljuset fick sedan gruppens namn ändrat till enbart Fleetwood Mac. Efter att Bob Brunning fått lämna Fleetwood Mac när John McVie anslutit sig, fortsatte Brunning med gruppen The Brunning Sunflower Blues Band, där Green bland annat medverkade som gästmusiker med gitarr och sång på gruppens album Trackside Blues 1969.
I slutet av 1970-talet kom ett omorganiserat Fleetwood Mac (utan Green) att toppa listorna i USA med mera mainstream-orienterade pop- och rockalbum. Green ledde dock bandet under deras första period i slutet av 1960-talet. Bandets mest kända låtar från denna tid är bland andra "Oh Well", "Man of the World" och den instrumentala hitlåten "Albatross". Bandets låt "Black Magic Woman", skriven av Green, blev en stor hit när den blev inspelad av Santana.
Framgången med "Albatross", den följande berömmelsen och uppmärksamheten plågade dock Green. Efter en konsert i München intog Green LSD. Han har själv sagt att han "went on a trip, and never came back". Greens personlighet kom att förändras dramatiskt; han började bära en lång rock, lät skägg och naglar växa och bar ett krucifix. Hans bruk av LSD kan möjligen ha varit en bidragande orsak till att han därefter insjuknade i schizofreni.

### 1970- och 1980-talet
Peter Green lämnade Fleetwood Mac 1970, förklarade att pengar var av ondo och gav bort inkomsterna till välgörenhet. Därefter spelade han in ett mycket experimentellt och dåligt säljande jam session-album, The End Of The Game. 
Under de första åren av 1970-talet fortsatte han att vara verksam, nu som gästmusiker hos bland andra B.B. King, Memphis Slim och Toe Fat. Green hade även en kort återförening med Fleetwood Mac 1971 när Jeremy Spencer lämnade gruppen. Green flög då motvilligt till USA för att hjälpa bandet att avsluta sin pågående turné. Han var även (onämnd) musiker på låten "Night Watch" från Fleetwood Macs album Penguin 1973.
Han blev dock alltmer inåtvänd, slutade att spela och kom att arbeta bland annat som trädgårdsmästare och portier. Green blev inlagd på grund av sina psykiska problem, och genomgick ECT (elchocksbehandling) i mitten av 1970-talet. Många källor vittnar om hans slöa, dvallika tillstånd under denna period. Han blev 1977 arresterad efter att hotat sin och Fletwood Macs revisor med ett gevär och blev efter denna incident skickad till en psykiatrisk klinik i London. 
Övertalad av vänner att åter börja spela, återkom han i slutet av 1970-talet och tidiga 1980-talet med en serie album, bland andra In the Skies, Little Dreamer och White Sky. Albumen var av skiftande kvalitet, men innehöll dock spår av Greens unika bluesspel och gitarrsound. Han var (även denna gång onämnd) gästmusiker på Fleetwood Mac-albumet Tusk i låten "Brown Eyes" 1979, och medverkade på låtarna "Rattlesnake Shake" och "Super Brains" på Mick Fleetwoods soloalbum The Visitor 1981.

### 1990-talet och framåt

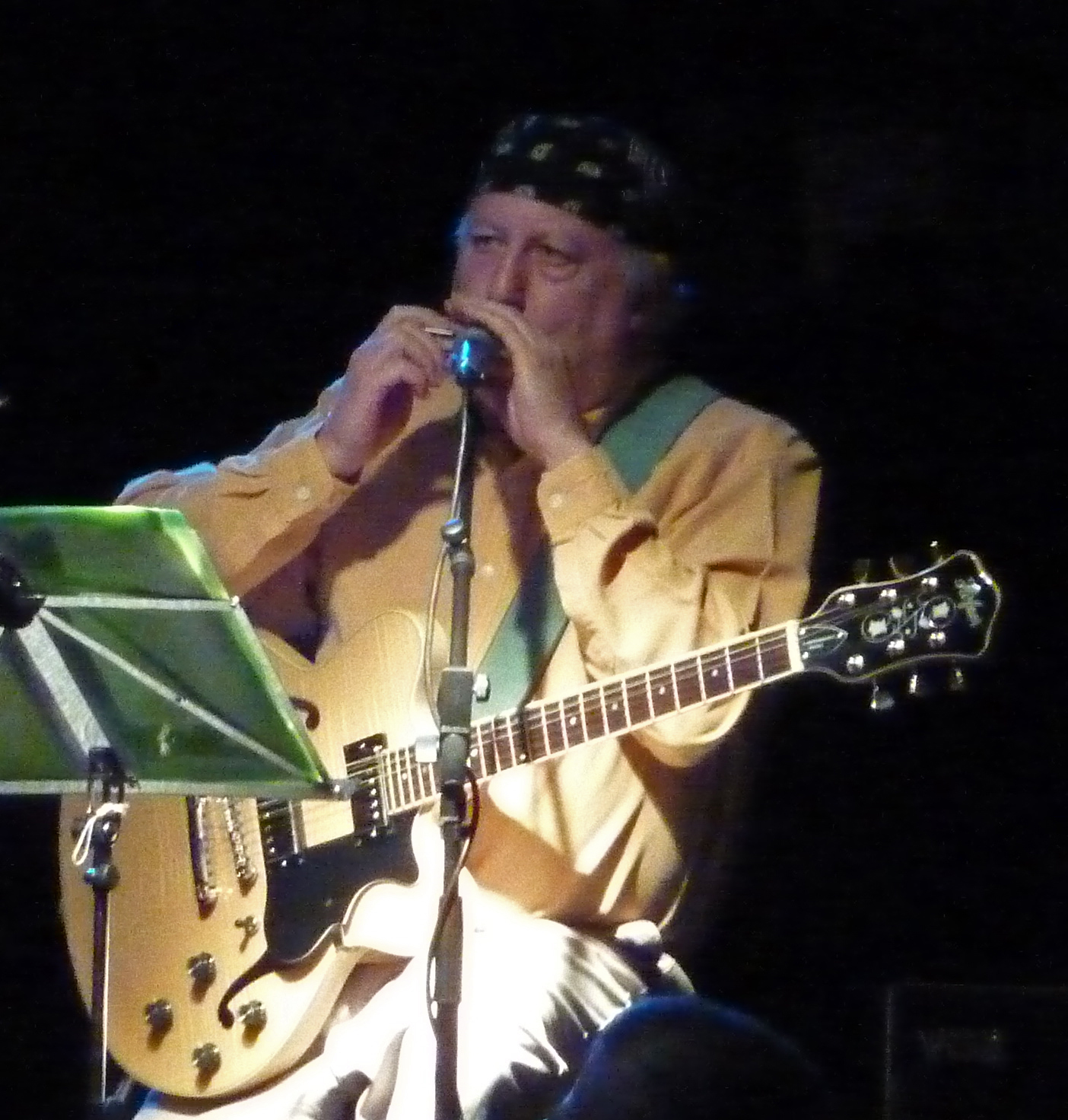
Peter Green 2009.

Under 1990-talet kom Green återigen tillbaka på musikscenen, med bandet Peter Green Splinter Group som förutom honom bestod av några av hans musikkollegor, däribland Cozy Powell. Splinter Group gav ut åtta album mellan 1997 och 2003. 
Gary Moore, som inspirerats av Green och även köpt Greens 1959 Gibson Les Paul-gitarr, släppte 1995 ett hyllningsalbum med titeln Blues for Greeny på vilket han spelade Greens låtar. Moore uppträdde även på en konsert tillsammans med Peter Green i augusti 1996. Green blev med gruppen Fleetwood Mac den 12 januari 1998 invald i Rock and Roll Hall of Fame och spelade då "Black Magic Woman" tillsammans med Carlos Santana.
I början av 2004 avbröts en turné och inspelningen av ett nytt album med Splinter Group när Green lämnade bandet och flyttade till Sverige. Kort därefter började han i The British Blues All Stars men deras turné 2005 blev även den inställd. Green har sagt att medicinerna han tar mot sina psykotiska symptom gör det svårt för honom att koncentrera sig och tar bort hans lust att spela gitarr.

## Diskografi
Se även diskografi för Fleetwood Mac 1967–1970.
| - Peter Green Splinter Group (1997) - The Robert Johnson Songbook (1998) - Soho Session (1998) - Destiny Road (1999]) - Hot Foot Powder (2000) - Time Traders (2001) - Blues Don't Change (2001) - Reaching The Cold 100 (2003) Med John Mayall: - A Hard Road (1967) - John Mayall's Bluesbreakers With Paul Butterfield (EP, 1967) - Blues from Laurel Canyon (1968) - Thru the Years (samlingsalbum) - Looking Back (samlingsalbum) - Along For The Ride (2003) Med Eddie Boyd: - Eddie Boyd and His Blues Band featuring Peter Green (1967) - 7936 South Rhodes (1968) Med Duster Bennett: - Smiling Like I'm Happy (1968) - Bright Lights (1969) - 12 Dbs (1970) - Out in the Blue (1995 compilation) - The Complete Blue Horizon Sessions (2005) Med Gordon Smith: - Long Overdue (1968) Med Otis Spann: - The Biggest Thing Since Colossus (1969) - Blues for Hippies/Bloody Murder (EP, 1972) Med Brunning Sunflower Blues Band: - Trackside Blues (1969) - I Wish You Would (1970) | Med Clifford Davis: - Come on Down and Follow Me/Homework (singel, 1969) - Man of the World/Before the Beginning (singel, 1970) Med Jeremy Spencer: - Jeremy Spencer (1970) Med Peter Bardens: - The Answer (1970) - Write My Name in the Dust: The Anthology (samlingsalbum, 2005) Med Gass: - Gass (1970) Med Memphis Slim: - Blue Memphis (1971) Med B.B. King: - B.B. King in London (1971) Med Dave Kelly: - Dave Kelly (1971) Med Country Joe McDonald: - Hold on It's Coming (1971) Med Toe Fat: - 2 (1971) Med Richard Kerr: - From Now Until Then (1973) Med Fleetwood Mac: - Penguin (1973) - Tusk (1979) Med Duffo: - The Disappearing Boy (1980) Med Mick Fleetwood: - The Visitor (1981) Med Brian Knight: - A Dark Horse (1981) Med SAS Band: - SAS Band (1997) Peter Green And The Men In Blue: - I Got the Blues for Christmas (1997) Med Dick Heckstall-Smith: - Blues and Beyond (2001) Med Chris Coco: - Next Wave (2002) Med Peter Gabriel: - Up (2002) |